# Sergio Brighenti
Sergio Brighenti (23. září 1932 Modena, Italské království – 10. října 2022) byl italský fotbalový útočník a trenér. Ve své kariéře odehrál 311 prvoligových utkání a vstřelil 136 branek.
Fotbal začal hrát v Modeně. Po třech letech strávené ve druhé lize si jej všiml Inter a v roce 1952 ho koupil. Zde hrál tři roky, ve kterých v sezonách (1952/53, 1953/54) vyhrál tituly. Jenže moc příležitostí nedostával. Nastoupil jen do 40 utkání. V roce 1955 odešel na dva roky do Triestiny a pak odešel do Padovy, kde jej vedl slavný trenér Nereo Rocco. Zde se mu dařilo a celkem odehrál 91 utkání ve kterých vstřelil 50 branek. V roce 1960 odešel do Sampdorie. V sezoně 1960/61 se stal s 27 brankami (rekord klubu) nejlepší střelec ligy a pomohl tak klubu ke 4. místu v lize. Po třech letech se v roce 1963 vrátil domů do Modeny. Jenže i jeho 10 branek klub od sestupu nezachránil. Poslední utkání odehrál v roce 1964 a to v derby v dresu Turína.
Za reprezentaci odehrál devět utkání a vstřelil 2 branky.
Jako fotbalový trenér působil v nižších ligách. Největší úspěch byla role asistenta na MS 1990 trenéru Viciniho.

## Hráčská statistika
| Sezóna  | Klub      | Liga    | Liga   | Liga | Ligové poháry | Ligové poháry | Ligové poháry | Kontinentální poháry | Kontinentální poháry | Kontinentální poháry | Celkem | Celkem |
| Sezóna  | Klub      | Soutěž  | Zápasy | Góly | Soutěž        | Zápasy        | Góly          | Soutěž               | Zápasy               | Góly                 | Zápasy | Góly   |
| ------- | --------- | ------- | ------ | ---- | ------------- | ------------- | ------------- | -------------------- | -------------------- | -------------------- | ------ | ------ |
| 1949/50 | Modena    | Serie B | 2      | 0    | -             | 0             | 0             | -                    | 0                    | 0                    | 2      | 0      |
| 1950/51 | Modena    | Serie B | 24     | 8    | -             | 0             | 0             | -                    | 0                    | 0                    | 24     | 8      |
| 1951/52 | Modena    | Serie B | 24     | 11   | -             | 0             | 0             | -                    | 0                    | 0                    | 24     | 11     |
| 1952/53 | Inter     | Serie A | 4      | 0    | -             | 0             | 0             | -                    | 0                    | 0                    | 4      | 0      |
| 1953/54 | Inter     | Serie A | 15     | 9    | -             | 0             | 0             | -                    | 0                    | 0                    | 15     | 9      |
| 1954/55 | Inter     | Serie A | 21     | 11   | -             | 0             | 0             | -                    | 0                    | 0                    | 21     | 11     |
| 1955/56 | Triestina | Serie A | 30     | 8    | -             | 0             | 0             | -                    | 0                    | 0                    | 30     | 8      |
| 1956/57 | Triestina | Serie A | 24     | 5    | -             | 0             | 0             | -                    | 0                    | 0                    | 24     | 5      |
| 1957/58 | Padova    | Serie A | 28     | 11   | IP            | 7             | 6             | -                    | 0                    | 0                    | 35     | 17     |
| 1958/59 | Padova    | Serie A | 33     | 18   | -             | 0             | 0             | -                    | 0                    | 0                    | 33     | 18     |
| 1959/60 | Padova    | Serie A | 30     | 21   | IP            | 3             | 4             | -                    | 0                    | 0                    | 33     | 25     |
| 1960/61 | Sampdoria | Serie A | 33     | 27   | IP            | 1             | 2             | -                    | 0                    | 0                    | 34     | 29     |
| 1961/62 | Sampdoria | Serie A | 32     | 9    | IP            | 1             | 0             | -                    | 0                    | 0                    | 33     | 9      |
| 1962/63 | Sampdoria | Serie A | 30     | 7    | IP            | 2             | 0             | Vel.P                | 3                    | 1                    | 35     | 8      |
| 1963/64 | Modena    | Serie A | 31     | 10   | -             | 0             | 0             | -                    | 0                    | 0                    | 31     | 10     |
| 1964    | Modena    | Serie B | 1      | 1    | -             | 0             | 0             | -                    | 0                    | 0                    | 1      | 1      |
| 1964/65 | Turín     | Serie A | 1      | 0    | -             | 0             | 0             | -                    | 0                    | 0                    | 1      | 0      |
| Celkem  | Celkem    | Celkem  | 365    | 156  | -             | 14            | 12            | -                    | 3                    | 1                    | 383    | 169    |

## Hráčské úspěchy

### Klubové
- 2× vítěz 1. italské ligy (1952/53, 1953/54)

### Reprezentační
- 1× na MP (1955–1960)

### Individuální
- nejlepší střelec ligy (1960/61)

### Vyznamenání
Řád zásluh o Italskou republiku (30. 9. 1991) z podnětu Prezidenta Itálie 